# Децидофобія
Децидофобія (від лат. decido — «вирішувати» та дав.-гр. φόβος — «страх») — нав'язливий страх ухвалювати рішення. Найчастіше ця фобія поширюється лише на ухвалення серйозних рішень. Водночас ті, хто мають на децидофобію, здатні не тільки легко ухвалювати рішення з дрібних життєвих питань (що одягнути, що замовити в кафе, куди піти погуляти), а й акцентують оточенню на тому, що вони здатні розв'язувати ці питання.
Першим цю фобію описав 1973 року співробітник Принстонського університету Вальтер Кауфман. Про цю фобію також писав Еріх Фромм у своєму творі «Втеча від свободи», де розглядається питання про небажання сучасної молоді дорослішати та брати на себе відповідальність.
У сучасному світі децидофобія часто є більш розвиненою формою інфантилізму.

## Причини децидофобії
Причини децидофобії, як і більшості психічних розладів, пов'язані з минулим людини, з її життєвим досвідом. Це може бути заохочувана навколишніми з дитинства звичка дотримуватися думки більшості, не вирішувати самостійно проблем, що виникають, беззаперечне виконання всіх прохань і порад батьків. Найчастіше причиною виникнення цієї фобії може стати одне єдине неправильно прийняте рішення (як своє, так і оточення), що спричинило серйозні наслідки, які відклалися в пам'яті децидофоба.
Непоодинокі ситуації, коли децидофоби чудово адаптуються до життя в суспільстві, знаходячи собі вдалу роботу (начальство, яке вирішує все за них), самостійно забираючись «під каблук» у сімейному житті (щоб перекласти відповідальність на партнера). Якщо їм не вдається знайти подібних виходів для своєї фобії, вони можуть вдаватися до послуг ворожок, екстрасенсів та інших сумнівних методів прийняття рішень. Децидофоби вкрай схильні до впливу різних релігійних учень, політичних ідеологій та віянь моди.

## Виліковність
Децидофобія виліковна. Однак це вкрай тривалий процес, за якого обов'язкова допомога кваліфікованого психолога. Людина, хвора на децидофобію, у силу свого захворювання, не здатна ухвалити рішення про початок лікування. Їй потрібна підтримка.